# Grästjärnen (Ramsbergs socken, Västmanland)
Grästjärnen är en sjö i Lindesbergs kommun och Smedjebackens kommun i Västmanland och ingår i Norrströms huvudavrinningsområde. Sjön har en area på 0,102 kvadratkilometer och ligger 243,2 meter över havet.

## Delavrinningsområde
Grästjärnen ingår i det delavrinningsområde (663715-147520) som SMHI kallar för Mynnar i Sverkestaån. Medelhöjden är 248 meter över havet och ytan är 51,54 kvadratkilometer. Det finns inga avrinningsområden uppströms utan avrinningsområdet är högsta punkten. Sandån som avvattnar avrinningsområdet har biflödesordning 4, vilket innebär att vattnet flödar genom totalt 4 vattendrag innan det når havet efter 228 kilometer. Avrinningsområdet består mestadels av skog (82 procent). Avrinningsområdet har 1,58 kvadratkilometer vattenytor vilket ger det en sjöprocent på 3,1 procent.